# Akaki Devadze
Akaki Devadze (georgà: აკაკი დევაძე) (nascut el 28 de novembre de 1971 a Tbilisi) és un exfutbolista de Geòrgia. Va jugar de porter a clubs de la lliga de Geòrgia, Rússia i Israel.
El seu club de debut va ser el Dila Gori, encara a l'época en que l'equip jugava a la lliga soviètica. Va passar per diversos clubs georgians tant a època soviètica com els primers anys de l'lliga georgiana per fitxar posteriorment pel FC Rostselmash Rostov-on-Don, on va ser guardonat com a futbolista georgià de l'any el 1995. Després d'una temporada a Rússia, va anar a jugar a la lliga d'Israel, fitxant pel Hapoel Tayibe FC primer i pel Maccabi Ironi Ashdod FCla següent temporada, Després d'això va tornar a la lliga georgiana on va passar per diversos clubs abans d'acabar la seva carrera activa el 2008 amb Mglebi Zugdidi.
Devadze va jugar 20 partits internacionals oficials per a la selecció de futbol de Geòrgia des del 1992 al 1996, tornant a jugar algun partit el 2004 i el 2005. Va debutar oficialment amb la selecció nacional el 2 de setembre de 1992 en el partit amistós 1-0 contra Lituània.